# Zvlášňý škola
Zvlášný škola je česká punk rocková hudební skupina, vznikla 5. ledna 1992 v Kdyni. Skupina mimo jiné nazpívala hymnu hokejového týmu HC Škoda Plzeň a natočila několik videoklipů. Nejznámější a komerčně nejúspěšnější je Hajzlbába, která zvítězila v hitparádě Czech Rock Block.

## Členové
- Jiří Mezník (Go) – basa
- Tomáš Linkeš – zpěv
- Miroslav Hranáč – kytara
- Milan Černaj – kytara
- Martina Linkešová – akordeon
- Marek Vácha - bicí

### Bývalí členové
- Michal Foist (Miki) – klávesy, zpěv
- Martin Anderle – tahací harmonika
- Karel Jakuš – bicí
- Ota Královec – bicí
- Rudolf Hálek – držky
- Jirka Bastyán (Basťa) – bicí

## Diskografie
- Šesté slunce (2013)
- Do roka a do dna (2004)
- Modrobílá 2003 (2003)
- Desítka (2002)
- Správná pětka (2000)
- Modrobílá (1998)
- Z kola ven (1997)
- Na eskymáckym pohřbu (1995)
- Na české záchytce (1993)